# A709 (Frankrijk)
De A709 is een autosnelweg gelegen in Frankrijk, die de zuidelijke randweg van Montpellier vormt. De snelweg fungeert als stedelijke invalsweg voor verkeer vanaf de A9 richting de stad Montpellier en vice versa. Waar de iets zuidelijker gelegen A9 bestemd is voor doorgaand verkeer van Orange naar Perpignan en omgekeerd, is de A709 vooral van belang voor het lokale verkeer. De snelweg kent vijf afslagen die de agglomeratie Montpellier bedienen en is - buiten de knooppunten met de A9 - geheel tolvrij.

## Geschiedenis
Het tracé is aangelegd tussen 1967 en 1975 als onderdeel van de A9. Al snel bleek dat het verkeer op route zo snel toenam, dat hij qua capaciteit niet meer voldeed. In de spitsuren en tijdens de vakantieperioden ontstonden er frequent files op de zuidelijke randweg van Montpellier. Met name op de zwarte zaterdagen in juli en augustus bereikten de files soms lengtes van tientallen kilometers. Om die reden is er besloten om de snelweg voor doorgaand verkeer (A9) een zuidelijker tracé te geven. Het huidige tracé zou de rol van stedelijke invalsweg kunnen overnemen. Het wegnummer werd veranderd in A709.
In de zomer van 2013 gingen de werkzaamheden voor de zuidelijke omlegging van de A9 van start. Op 31 mei 2017 werd de nieuwe A9 officieel geopend en werd tegelijkertijd het oude tracé omgenummerd naar A709.

## Toekomst
Er zijn plannen om de A709 te verbinden met de A750 middels een Contournement Ouest de Montpellier, oftewel een westelijke randweg. Deze zijn momenteel echter nog weinig concreet.